# Vinko Zulim Virulica
Vinko Zulim Virulica (Trogir, 1954.), hrvatski političar i turističko-športski djelatnik, prvi načelnik općine Seget, predsjednik HDZ-a Seget, član Središnjeg odbora HDZ-a i bivši saborski zastupnik. Ubraja se među najdugovječnije općinske načelnike.

## Mladost i obrazovanje
Rođen u Trogiru (tadašnja NRH / FNRJ).
Obitelj Zulim Virulica potječe od starog segetskog roda Marjanović. Po majci potječe iz stare trogirske obitelji Buble-Bogić. 
Osnovnu školu završava u Trogiru, a srednju tehničku školu u Splitu. Nakon završetka srednje tehničke škole zapošljava se u tvrtki "Elektrodalmacija" Split, pogon "Elektra" Trogir gdje radi kao tehničar od 1977. do 1993. Bio je pripadnik MUP-a RH prije i tijekom Domovinskog rata i hrvatski branitelj. Član HVIDRA-e.
Za vrijeme obnašanja funkcije općinskog načelnika izvanredno studira, te 1997.g. diplomira na Pravnom fakultetu u Mostaru. Službeni saborski životopis navodi da je diplomirao u Splitu.
Služi se s tri strana jezika: engleskim, njemačkim i talijanskim.

## Športske dužnosti
U razdoblju od 1994. do 1996. predsjednik uprave HNK Trogir. Između ostalog, na njegovu inicijativu klub mijenja ime iz "Slaven" u "Trogir". Uvodi obveznu molitvu "Oče naš" prije svake utakmice te postavlja raspelo u svlačionicu kluba što su mu, kaže, mnogi zamjerili.
Član Izvršnog odbora Nogometnog saveza Splitsko-dalmatinske županije pod predsjedanjem Vedrana Rožića od 1994. U razdoblju od 2004. do 2008., odnosno do trenutka preoblikovanja kluba u š.d.d. i raspuštanja dotadašnje Skupštine kluba kao udruge, član Skupštine HNK Hajduk Split.

## Politički život i djelo
Godine 1993. izabran za načelnika novoformirane općine Seget te pobjeđuje na svim sljedećim izborima kao kandidat HDZ-a.
Njegovo političko djelovanje obilježeno je nizom skandala počevši od optužbi za prijetnje i zastrašivanja, pogodovanje krupnom kapitalu, komunalni nered, devastiranje obalnog pojasa, nepotizam, netransparentno trošenje općinskih sredstava, podilaženje kleru, lažiranje statusa branitelja i diplomanta, krađu državnog zemljišta, oštećivanje spomenika NOB-a, veličanje NDH, izbacivanje oporbenih vijećnika sa sjednica pa do fizičkih i usmenih napada, a koji su izazvali pažnju medija te šire hrvatske javnosti.
Protiv njega je navodno podignuto preko 30 kaznenih i prekršajnih prijava. Zulim uporno odbija bilo kakav razgovor te istupe u medijima.
Manolić te Zulimov kum Zvonimir Markovićuz bivšeg djelatnika jugoslavenskih represivnih službi Milivoja Kujundžića bili su svojedobno jedni od glavnih lobista u tijelima vrhovne vlasti u Zagrebu za dolazak Vinka Zulima na čelo općine Seget.
Zulim je i sam bio predmet verbalnih i pisanih prijetnji te zastrašivanja aktiviranjem eksplozivnih naprava, međutim, nikad se nije otkrilo tko je stajao iza navedenih djela. 
Godine 2021. se odlučuje ne kandidirati na izborima za općinskog načelnika te je aktivan kao zastupnik u Hrvatskom saboru.

## Privatni život
Živi u Segetu Donjem. 
S drugom suprugom ima četvero djece od kojih je najstariji profesionalni nogometaš Marin Zulim.

## Obiteljska povijest
Njegovi djed Vice i baka Ivanica r. Ševo smaknuti su tijekom 2. svjetskog rata zbog optužbi za špijunažu u korist Talijana. 
Zulim je tvrdio da je njegova obitelj likvidirana radi svog antikomunizma i katoličanstva te zato što kao bogata obitelj povratnika iz Amerike nisu htjeli financirati partizanski pokret. Sličnu sudbinu je doživjela i njegova prabaka Jela koja je likvidirana s kontroverznim svećenikom ljubitovačke župe rodom iz Segeta Donjeg don Petrom Špikompod optužbom da su svečano dočekali Nijemce nakon njihovog ulaska 1943. u Trogir.
Nakon likvidacije roditelja njegov otac Marin te njegove četiri sestre Tonka, Marija, Roza i Sandra odlaze kao siročad u ustaško prihvatilište u Borovo Naselje kraj Vukovara da bi se pred kraj rata pred slom i nakon pada NDH povlačili pred Jugoslavenskom armijom skupa s postrojbom Rafaela Bobana prema austrijskoj granici.
Tamo su završili u američkom logoru za jugoslavenske političke izbjeglice koji su ih predali talijanskim vlastima.
Marinova sestra Tonka ud. Majer koja je brodom iz talijanske Genove izbjegla u Argentinu aktivirala se u HOP-u.
Otac Marin vratio se u Seget Donji a kao malodobno dijete osuđen je na 9 mjeseci zatvora te je tako postao "najmlađi hrvatski politički uznik".
U zatvoru se upoznao s blaženikom kardinalom Alojzijem Stepincom koji je služio svoju kaznu osuđen od novih komunističkih vlasti. 
Od tada vjerojatno[nedostaje izvor] ide i Marinovo a kasnije i Vinkovo poznanstvo s Josipom Manolićem koji je tada bio šef svih zatvora u Hrvatskoj a kako je govorio - osobno je vozio Stepinca u njega.[nedostaje izvor]
Mlađa sestra Merica ud. Bešker je također aktivna u lokalnoj politici.